# Green Bluff (Washington)
Green Bluff es un área no incorporada ubicada en el condado de Spokane en el estado estadounidense de Washington.

## Geografía
Green Bluff se encuentra ubicado en las coordenadas 47°49′39″N 117°16′18″O / 47.82750, -117.27167.